# أوس الشطي
{{معلومات ممثل
| الاسم           = أوس الشطي
| صورة           = 
| عنوان الصورة   =
| اسم الولادة     = أوس فؤاد سالم محمد الشطي
| الدولة         =  الكويت
| تاريخ الولادة   = 
أوس الشطي (19 أبريل 1982 -)، ممثل كويتي. من عائلة فنية رائدة أمه الفنانة سعاد حسين و والده المسرحي فؤاد الشطي وخالته سحر وهدى (ممثلات) ونجاة (مخرجة) كما أن أخيه الفنان أسامة والمخرج أحمد، عمل لفترة طويلة في مسرح الطفل مع خالته هدى وقدما العديد من العروض المسرحية.

## مجاله الفني
بدأ مجاله الفني في عام 1987 وأول مسرحية له شمس الشموس ولكن بدايته الفعلية في عام 2003 في مسرحية عجائب وعقارب

## أعماله

### في المسلسلات
- 2021: كف ودفوف
- 2021:الناجية الوحيدة
- 2020:شغف
- 2018:عطر الروح
- 2017:إقبال يوم أقبلت
- 2017:حياة ثانية.
- 2015:لك يوم.
- 2013:مباركين عرس الأثنين.
- 2013:دلال وزوجة طلال.
- 2012:خادمة القوم.
- 2011:فارس مع النفاذ.
- 2011:الملكة.
- 2011:الدخيلة.
- 2010:أتيليه السعادة.
- 2009:سدرة البيت.
- 2007:قتالة الشجعان.
- 2003:حياتي.

### في المسرحيات
- 2017:توتا والقردة شيتا.
- 2016:عائلة آدم.
- 2012:زمن لولوة وخزنة.
- 2011:غدير راعية الجمال.
- 2009:الساحرة حنين والتنين.
- 2007:لعبة الكراسي.
- 2007:إلى الخادمة مع التحية.
- 2006:عائلة ذهب في ذهب.
- 2005:من هو من.
- 2004:الأسود.
- 2003:التوأم.
- 2003:عجائب وعقارب.
- 1987:شمس الشموس.

### في الإخراج
- 2008:شاهة ومزنة أختين وبختين.
- 2004:العميد.

## روابط خارجية
- أوس الشطي على موقع قاعدة بيانات الأفلام العربية